# Nowe Rybie
Nowe Rybie – wieś w Polsce. położona w województwie małopolskim, w powiecie limanowskim, w gminie Limanowa. W latach 1975–1998 miejscowość administracyjnie należała do województwa nowosądeckiego.

## Położenie
Nowe Rybie położone jest w północnej części Beskidu Wyspowego, w kotlinie pomiędzy szczytami Kamionna Góra, Kostrza i Zęzów. 
Odległość z Nowego Rybia do Limanowej wynosi 10,7 km, do Nowego Wiśnicza 17,6 km, do Bochni 22 km, zaś do Myślenic 28,7 km.

## Integralne części wsi
| SIMC    | Nazwa         | Rodzaj    |
| ------- | ------------- | --------- |
| 0439368 | Burdak        | część wsi |
| 0439374 | Dzielec       | część wsi |
| 0439380 | Jaszczurówka  | część wsi |
| 0439397 | Kaletówka     | część wsi |
| 0439405 | Pazdanówka    | część wsi |
| 0439411 | Podkostrze    | część wsi |
| 0439428 | Podłupiska    | część wsi |
| 0439434 | Smagłówka     | część wsi |
| 0439440 | Stary Folwark | część wsi |
| 0439457 | Wojciechówka  | część wsi |

## Historia
Korzenie Nowego Rybia sięgają okresu osadnictwa średniowiecznego. Właśnie wtedy założono we wsi parafię Znalezienia Świętego Krzyża. W połowie XVI w. Andrzej Rupniewski z Rupniowa – właściciel wsi – zamienił kościół na zbór braci polskich i wieś była jednym z ich głównych ośrodków na limanowszczyźnie.
11 grudnia 2015 zmarł zamieszkały w Nowym Rybiu Szczepan Kocęba. Miał 108 lat.

## Zabytki
Obiekt wpisany do rejestru zabytków nieruchomych województwa małopolskiego.
- Kościół pw. Znalezienia Krzyża świętego.

## Inne zabytki
- Zabytkowe chałupy z XVIII wieku
- Kapliczka przydrożna kamienna z 1893 roku z fundacji Wojciecha i Reginy Burdelów[10]

## Klimat
Nowe Rybie leży w regionie, w którym panuje klimat typu górskiego. Oznacza to duże wahania temperatury, silne opady śniegu i długo utrzymującą się pokrywę śnieżną.

## Przyroda
Flora tej okolicy to przede wszystkim lasy, w których przeważa świerk, jodła, buk, rzadziej występuje wiąz, sosna, modrzew, jesion i brzoza. W lasach, na polanach i łąkach rośnie wiele roślin prawnie chronionych, np. krokusy, lilia, śnieżyca wiosenna, przetacznik górski, storczyki oraz dziewięćsił bezłodygowy. Występują tu liczne zające, sarny, borsuki, rzadziej spotkać można jelenia, wilka, rysia, tchórza czy gronostaja. W okolicy zaobserwować można również liczne gatunki ptaków.
|  |  |  |